# Adriaan Schoonebeek
Adriaan Schoonebeek (russisch Адриан Шхонебек; * 1661 in Rotterdam; † 1705 in Moskau) war ein niederländisch-russischer Kupferstecher.

## Leben
Schoonebeek lernte von 1676 bis 1679 bei dem Amsterdamer Kupferstecher Romeyn de Hooghe. Er studierte dann an der Universität Leiden. 1688 eröffnete er eine eigene Druckerei in Amsterdam. Er machte sich einen Namen mit Porträts von Alexander VIII., Leopold I. und Ignatius von Loyola.
1698 kam Schoonebeek auf Einladung Peters I. nach Moskau und eröffnete eine Kupferstecherwerkstatt in der Rüstkammer des Moskauer Kremls. Er leitete die Werkstatt und war Lehrer der russischen Kupferstecher Pjotr Leontjewitsch Bunin, Alexei Fjodorowitsch Subow und Iwan Fjodorowitsch Subow. Der Maler Iwan Nikititsch Nikitin erhielt dort seine erste künstlerische Ausbildung.
Schoonebeeks bekanntestes Werk war die Darstellung des Linienschiffs Goto Predestinatsia, die später bei der Restaurierung des Schiffes von Nutzen war. Abgesehen von seinen künstlerischen Kupferstichen wurde er durch seine geographischen Karten bekannt. Dazu gehörten die Karten des Deltas der Nördlichen Dwina 1701 und die geographische Darstellung Ingermanlands.

## Werke

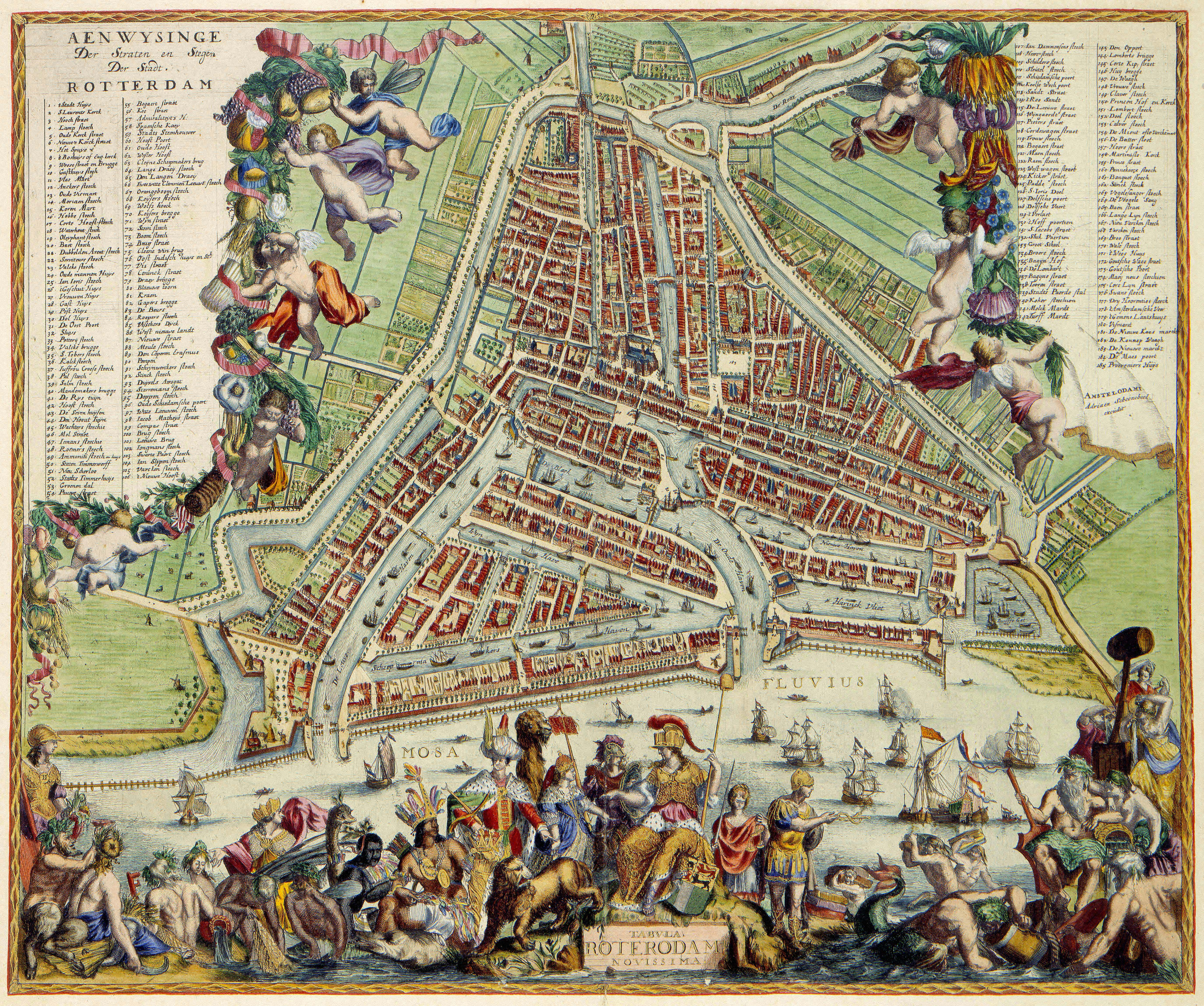
TABULA ROTERODAMI NOVISSIMA 1689
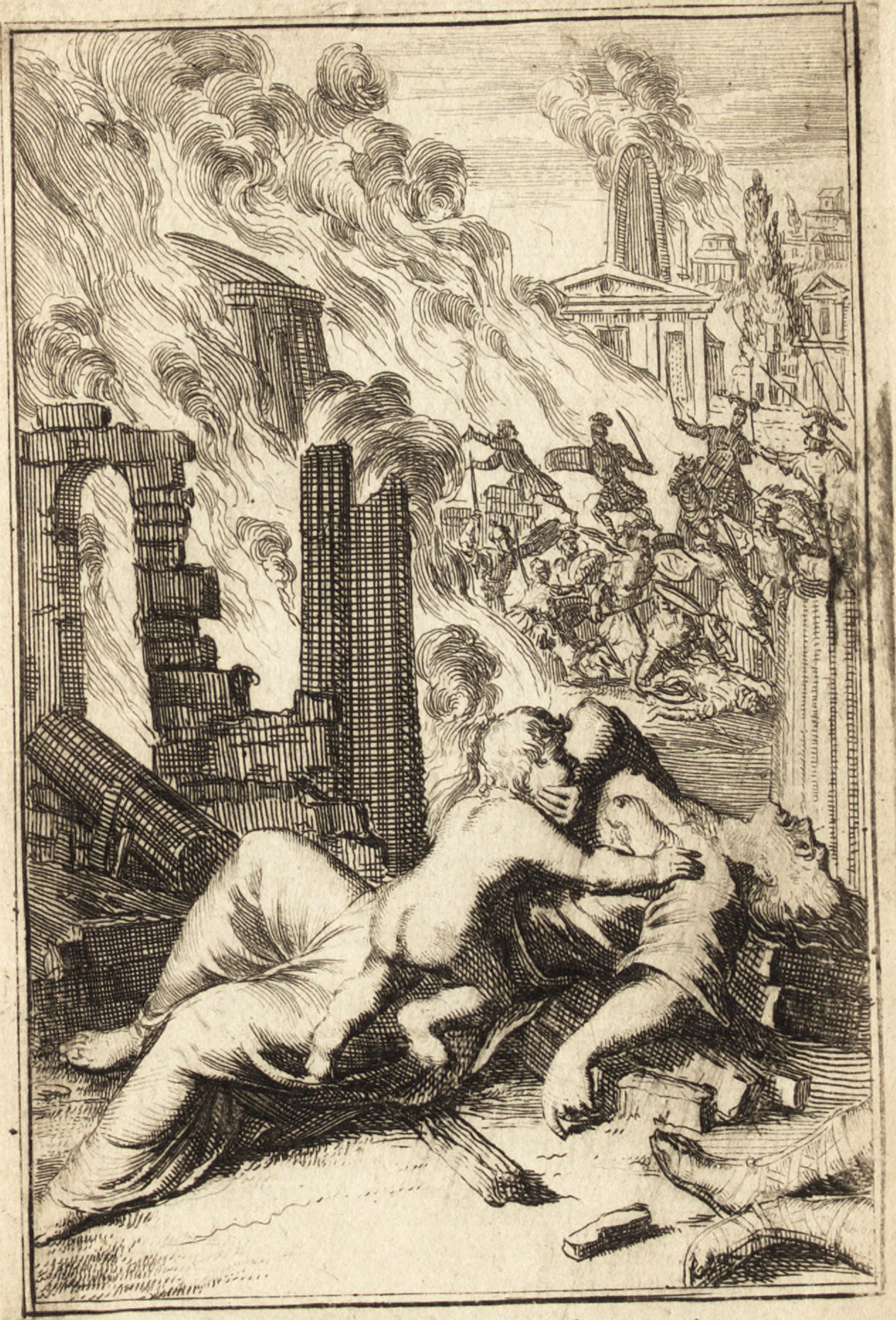
Pictura loquens; sive Heroicarum tabularum Hadriani Schoonebeeck enarratio et explicatio (1695)
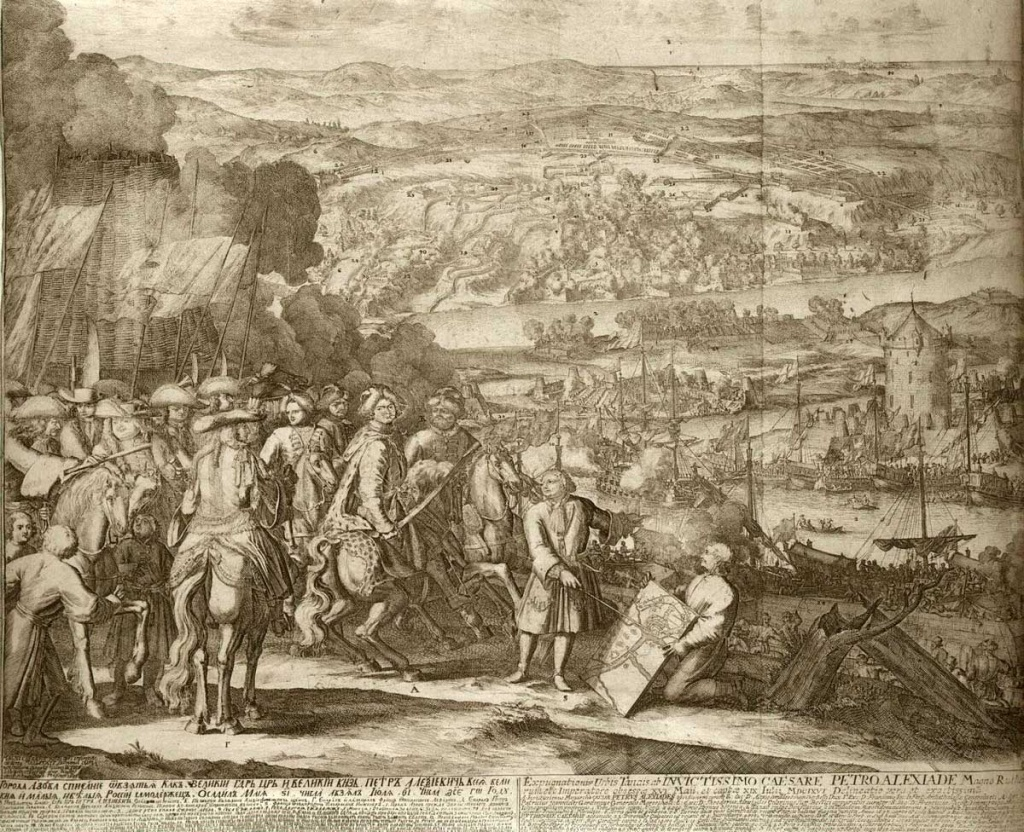
Belagerung der Festung Asow 1696
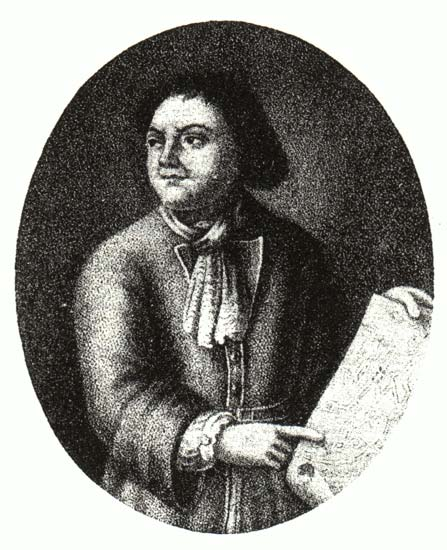
Franz Timmerman mit einem Plan Asows
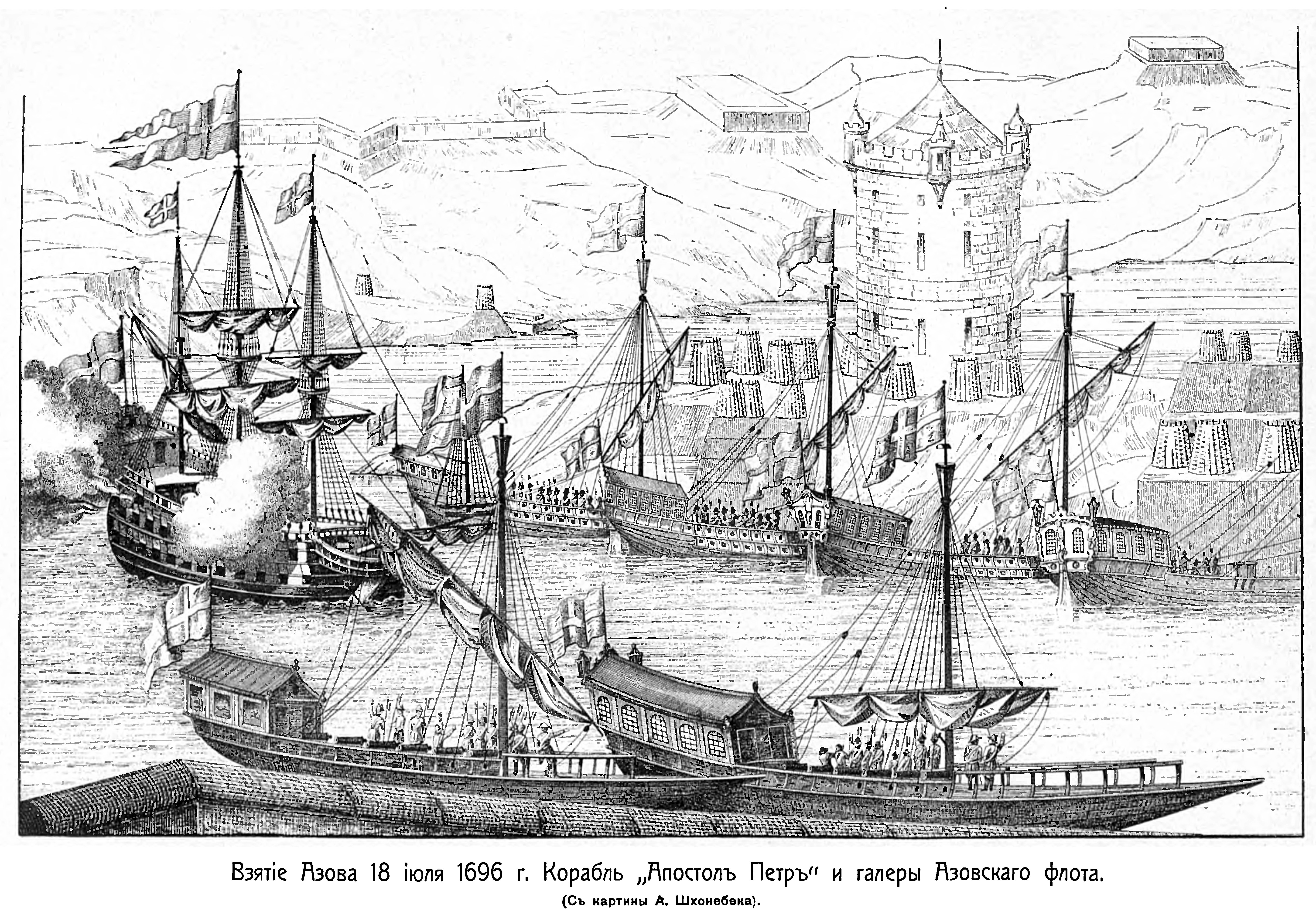
Eroberung Asows durch das Linienschiff Apostel Petrus und Galeeren der Asow-Flotte (1695)
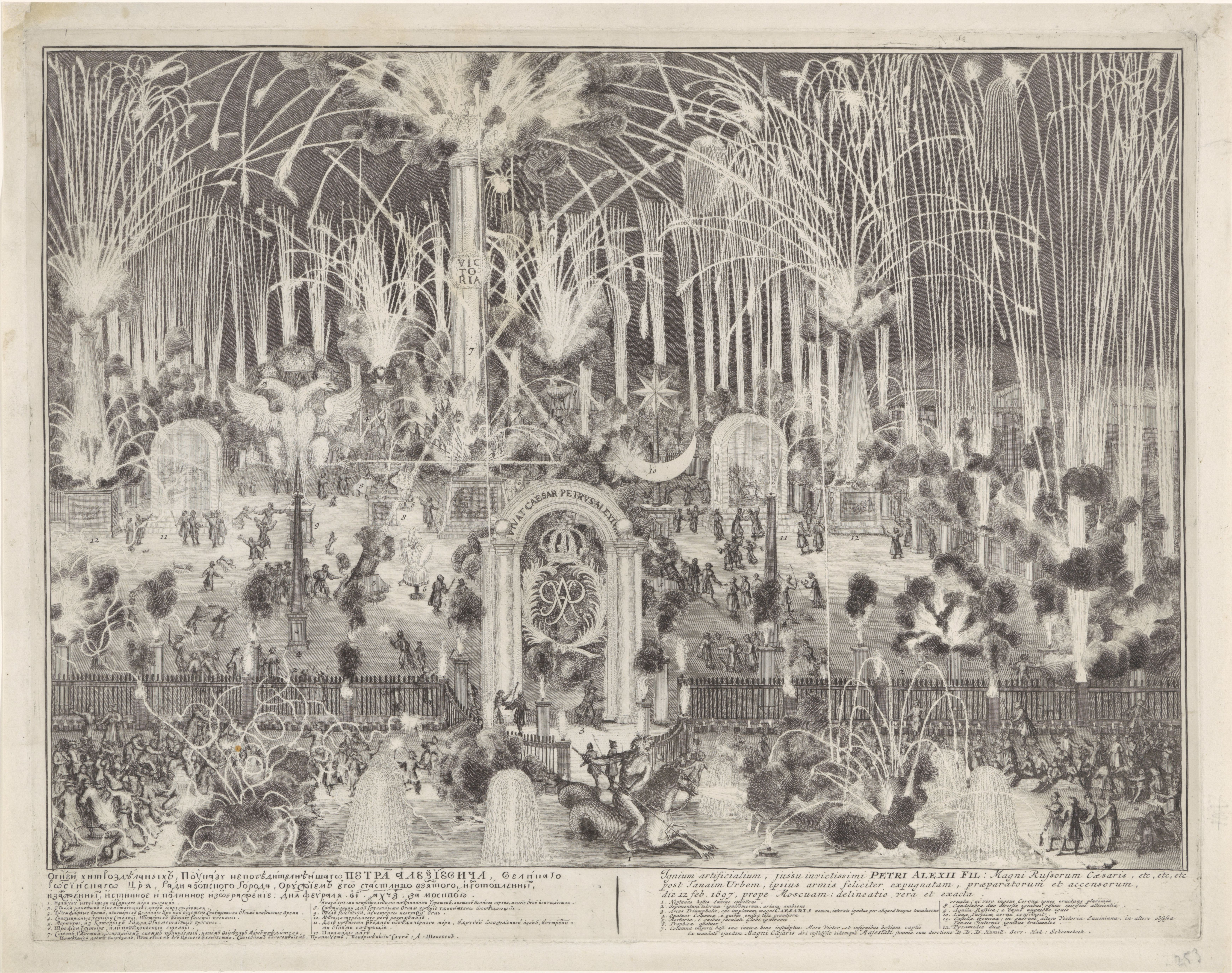
Feuerwerk in Moskau 1697
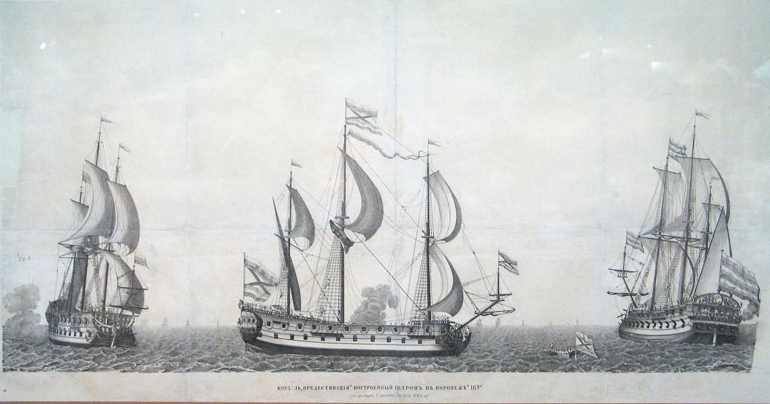
Goto Predestinatsia (1701)
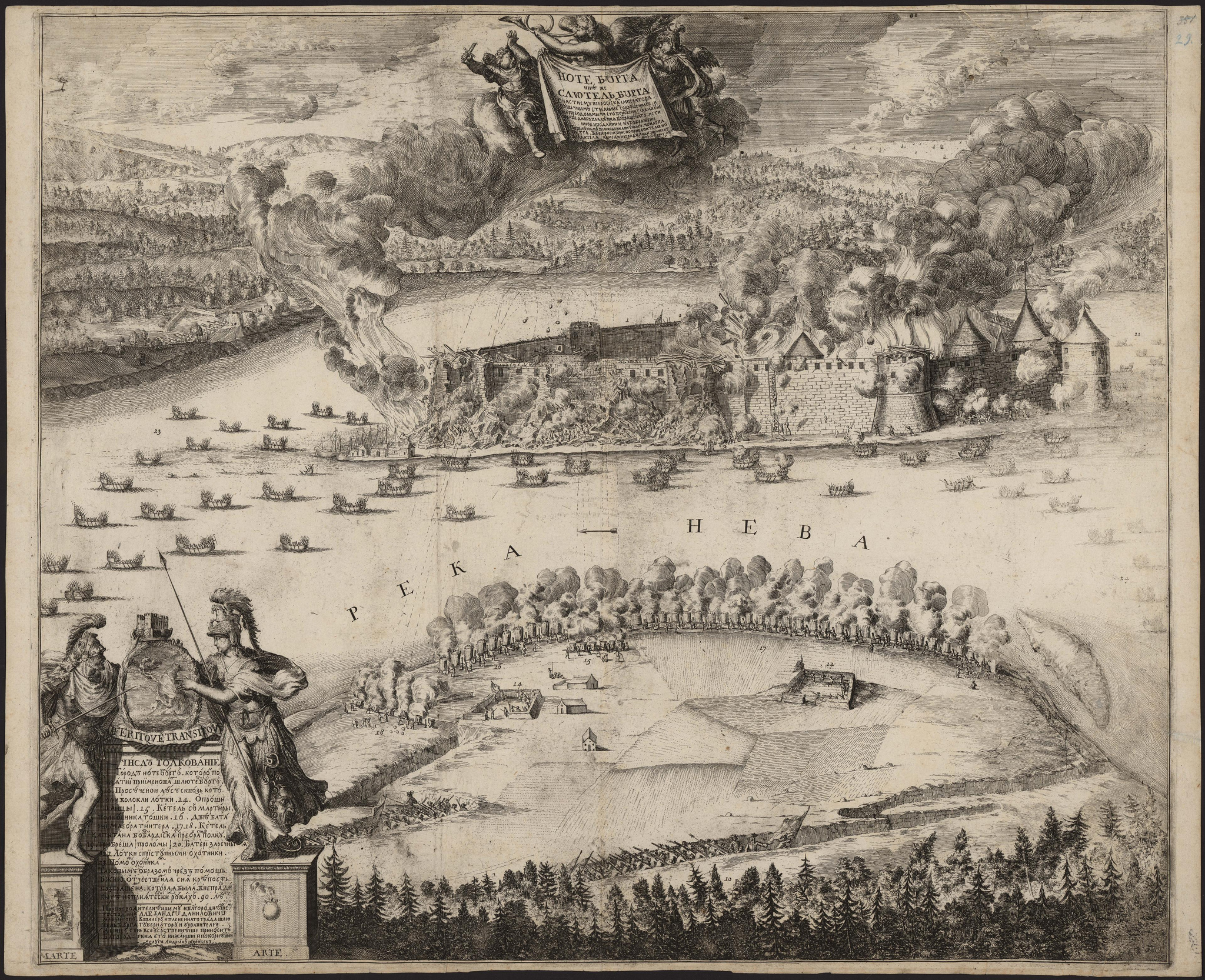
Belagerung Nöteborgs 1702 (1703)
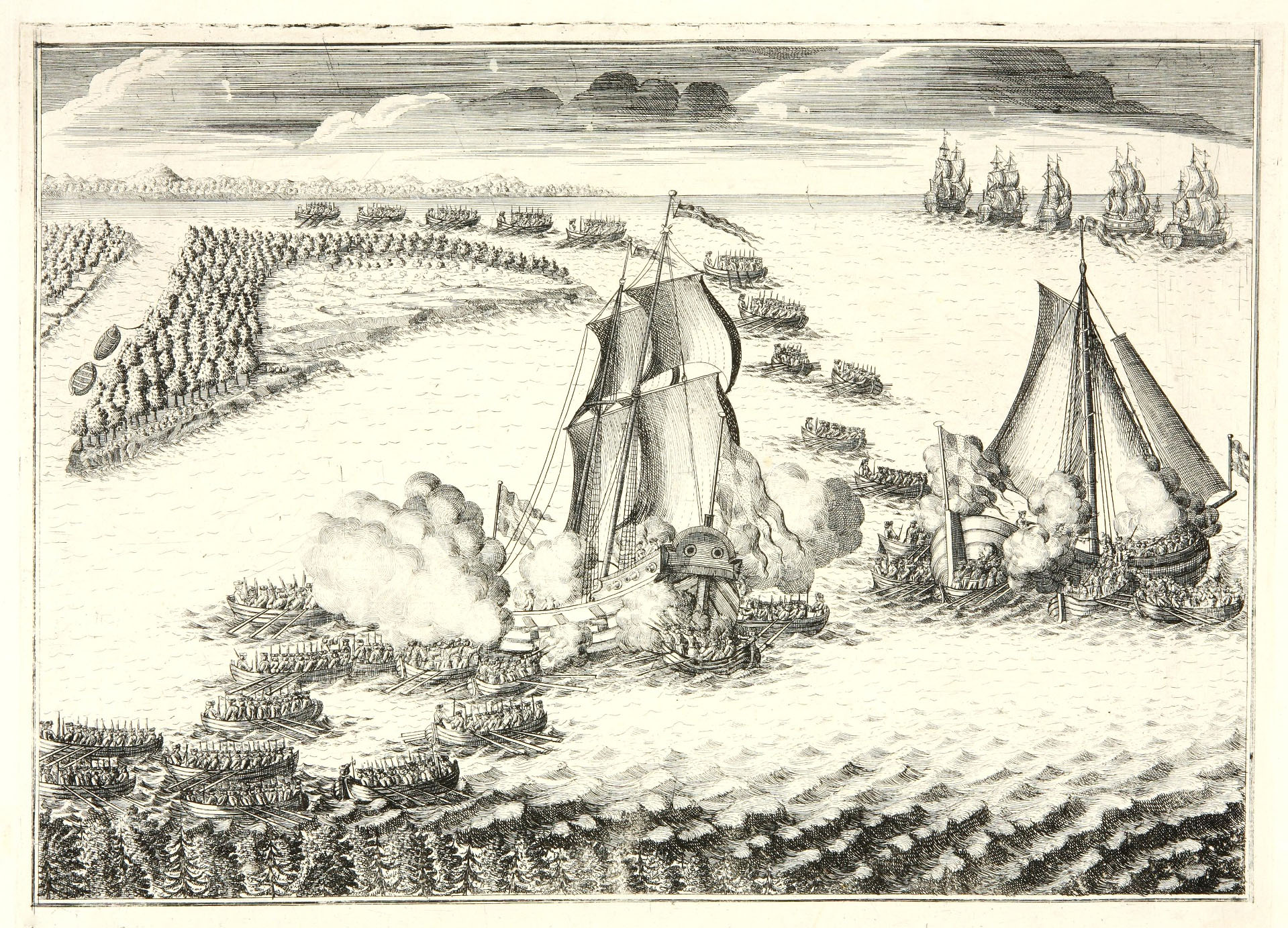
Enterung der Astrild und der Gedan 1703